# Reus Deportiu: butlletí mensual
Reus Deportiu: butlletí mensual, va ser un periòdic reusenc portaveu del club Reus Deportiu, que sortí el novembre de 1929. L'últim número conegut és del juny de 1935.
El butlletí tenia quatre pàgines (de vegades vuit), amb diferents formats al llarg del temps. Oscil·lava entre 2 i 4 columnes. S'imprimia a la Impremta Foment de Marian Roca i durant un temps a la Impremta Diana, les dues de Reus. Alguns col·laboradors van ser Joan Basora, Francesc Estivill, Domènec Rom, Eduard Salvat i d'altres, a més de Joan Domènech i Antoni Martí.
La seva finalitat era reflectir tots els esdeveniments esportius de l'entitat, de totes les seves seccions, i analitzar i divulgar els seus moviments econòmics. En totes les seccions esportives dona els noms dels esportistes que les formen, amb els resultats obtinguts a les confrontacions amb altres equips. Inclou quadres gràfics amb els pressupostos. També tracten el tema de l'ampliació del club i dels terrenys que es necessiten per fer-ho.
El Butlletí va aparèixer quan era president del club Antoni Martí Bages, que va ser alcalde de Reus, i amb la col·laboració estreta del doctor Joan Domènech que feia difusió de seves idees d'higiene aplicades a la joventut.
El número de juny de 1935 fa una història del club des de la seva fundació el 1909 fins al 1934, amb fotografies sobre esdeveniments. Aquest número inclou també articles de diferents personalitats que han format part del club o que hi estan relacionades. Aquesta recopilació històrica menciona que va sortir un primer número del Butlletí el mateix dia de la formació del Club, el 23 de novembre de 1909, que no s'ha conservat.

## Localització
- Biblioteca Central Xavier Amorós. Reus.[3]
- Biblioteca del Centre de Lectura de Reus i Biblioteca de Catalunya.[4]